# Drýmou
Drýmou (grec moderne : Δρύμου) est un village chypriote situé dans le district de Paphos et comptant plus de 110 habitants.